# Romașivka, Ciortkiv
Romașivka (în ucraineană Ромашівка) este o comună în raionul Ciortkiv, regiunea Ternopil, Ucraina, formată numai din satul de reședință.

## Demografie
Componența lingvistică a comunei Romașivka
     Ucraineană (99,86%)
     Alte limbi (0,14%)
Conform recensământului din 2001, majoritatea populației comunei Romașivka era vorbitoare de ucraineană (99,86%), existând în minoritate și vorbitori de alte limbi.